# ZAC Ancien Village de Charonne
La ZAC Ancien Village de Charonne est une zone d'aménagement concerté située dans le 20e arrondissement de Paris.

## Situation et accès
Le périmètre de la  « ZAC Ancien Village de Charonne », qui s'étend sur 3,1 hectares, environ, est délimité les rues des Balkans, de Bagnolet, Florian, Galleron et Riblette.

## Historique
La « ZAC Ancien Village de Charonne » est approuvée par délibération du Conseil municipal de Paris du 12 décembre 1974.
En 1976, la Ville de Paris délègue à la Société d'Aménagement et d’Equipement de la Région Parisienne (SAERP) la rénovation du site.
Par délibération du conseil municipal de Paris, des 13 et 14 décembre 2004, la « ZAC Ancien Village de Charonne » est supprimée.

## Équipements et logements
Le programme de la « ZAC Ancien Village de Charonne »  permis la réalisation de 27 000 m2 représentant 330 logements, 1 300 m2 de commerces, 3 900 m2 d'activités ainsi que la création, rue de Bagnolet, du square public de 4 000 m2 Antoine-Blondin.

## Voies
Voies entièrement ou partiellement incluses dans la « ZAC Ancien Village de Charonne »
- Square Antoine-Blondin
- Rue de Bagnolet
- Rue des Balkans
- Rue Florian
- Rue Galleron
- Cité Leclaire
- Rue Pierre-Bonnard
- Rue Riblette
- Rue Victor-Ségalen